# Expressão Popular
Expressão Popular é uma editora brasileira sediada na cidade de São Paulo e fundada em 1999.
A editora publica títulos de diferentes áreas das ciências humanas e tem como um de seus objetivos disponibilizar livros de qualidade a preços acessíveis.
O catálogo e linha editorial são baseados em quatro eixos:
- Clássicos do Marxismo
- Pedagogia Socialista
- Luta de Classes Contemporânea, e
- Agroecologia